# The Blueprint
A 2001-es The Blueprint Jay-Z rapper hatodik nagylemeze. Egy héttel a tervezett megjelenés előtt jelent meg, hogy megelőzzék a bootlegeket. A munkálatok során két eljárás is folyt Jay-Z ellen, az egyik fegyverbirtoklásért, a másik bántalmazásért. Ezek kapcsán a hiphop egyik legtöbbször támadott előadója lett.
A szeptember 11-ei terrortámadások ellenére az albumból az első héten 426 ezer példány kelt el, ezzel a Billboard 200 élére került. Ez volt a sorban negyedik lemeze, amely vezette a listát. Megkapta a dupla platina minősítés, amely 2 millió eladott példány után jár. A Rolling Stone magazin minden idők 464. legjobb albumának nevezte, a 2012-es kiadás pedig már a 252.-nek. Szerepel az 1001 lemez, amit hallanod kell, mielőtt meghalsz című könyvben is.

## Az album dalai
| #  | Cím                               | Szerző | Producer      | Vendégszereplők                  | Alapok |
| -- | --------------------------------- | --- | ------------- | -------------------------------- | --- |
| 1  | The Ruler's Back                  | Shawn Carter Roosevelt Harrel Phil Hurtt Bunny Sigler                                                                                     | Bink          |                                  | - If – Jackie Moore |
| 2  | Takeover                          | Shawn Carter Kanye West John Densmore Robby Krieger Ray Manzarek Jim Morrison Lawrence Parker Alan Lomax Eric Burdon B. Chandler R. Lemay | Kanye West    |                                  | - Five To One – The Doors - Sound Of Da Police – KRS-One - Fame – David Bowie                                                                                               |
| 3  | Izzo (H.O.V.A.)                   | Shawn Carter Kanye West Berry Gordy Alphonzo Mizell Freddie Perren Deke Richards                                                          | Kanye West    |                                  | - I Want You Back – Jackson 5 |
| 4  | Girls, Girls, Girls               | Shawn Carter Justin Smith Tom Brock B. Relf                                                                                               | Just Blaze    | Q-Tip, Slick Rick, Biz Markie    | - There's Nothing In This World That Can Stop Me From Loving You – Tom Brock - Trying Girls Out – The Persuaders - High Power Rap – Disco Dave & The Force Of The Five MC's |
| 5  | Jigga That Nigga                  | Shawn Carter Jean-Claude Olivier Samuel Barnes                                                                                            | Poke and Tone | Stephanie Miller, Michelle Mills | |
| 6  | U Don't Know                      | Shawn Carter Justin Smith Bobby Byrd | Just Blaze    |                                  | - I'm Not To Blame – Bobby Byrd |
| 7  | Hola' Hovito                      | Shawn Carter Tim Mosley | Timbaland     |                                  | |
| 8  | Heart of the City (Ain't No Love) | Shawn Carter Kanye West Michael Price Dan Walsh                                                                                           | Kanye West    |                                  | - Ain't No Love In The Heart Of The City – Bobby Blue Bland - Bumpy's Lament – Isaac Hayes                                                                                  |
| 9  | Never Change                      | Shawn Carter Kanye West Bobby Miller | Kanye West    | Kanye West                       | - Common Man – David Ruffin |
| 10 | Song Cry                          | Shawn Carter Justin Smith D. Gibbs R. Johnson                                                                                             | Just Blaze    |                                  | - Sounds Like a Love Song – Bobby Glenn |
| 11 | All I Need                        | Shawn Carter Roosevelt Harrel | Bink          |                                  | |
| 12 | Renegade                          | Shawn Carter Marshall Mathers | Eminem        | Eminem                           | |
| 13 | Blueprint (Momma Loves Me)        | Shawn Carter Roosevelt Harrel Al Green | Bink          |                                  | - Free At Last – Al Green - Slow Dance – Stanley Clarke |

## Közreműködők
| - Jay-Z – előadó, executive producer - Eminem – előadó, producer, keverés - Slick Rick – ének - Q-Tip – ének - Biz Markie – ének - Demme Ulloa – ének - Schevise Harrell – ének - Lauren Leek – ének - Keon Bryce – ének - Stephanie Miller – ének - Michele Mills – ének - Josey Scott – ének - Victor Flowers – orgona - Kanye West – producer - Just Blaze – producer - Bink – producer - Timbaland – producer - Poke & Tone – producer - DJ Head – dob programozása | - Damon Dash – executive producer - Kareem "Biggs" Burke – executive producer - Gimel "Young Guru" Katon – hangmérnök, keverés - Jimmy Douglas – hangmérnök, keverés - Shane Woodley – hangmérnökasszisztens - Jason Goldstein – keverés - Richard Huredia – keverés - Supa Engineer "Dura" – keverés - Doug Wilson – keverés - Tony Vanias – a felvétel vezetője - Tony Dawsey – mastering - Lenny S. – A&R - Rob Mitchell – A&R - Kyambo Joshua – A&R - Darcell Lawrence – A&R - Jason Noto – művészeti vezető - Jonathan Mannion – fényképek - Della Valle – képek |